# Barbara Brennan
Barbara Ann Brennan (sinh ngày 19 tháng 2 năm 1939, mất ngày 3 tháng 10 năm 2022) là nữ Tiến sỹ Vật lý đầu tiên làm việc cho NASA, Nhà trị liệu Tâm lý và tác giả, nhà chữa lành, nữ doanh nhân và giáo viên người Mỹ làm việc trong lĩnh vực trị liệu bằng năng lượng. Năm 2011, bà được Watkins Review xếp vào danh sách người có ảnh hưởng về mặt tâm linh thứ 94 trên thế giới.

## Xuất thân và giáo dục
Brennan nhận bằng Cử nhân Khoa học Vật lý vào năm 1962 từ Đại học Wisconsin–Madison, và hai năm sau đó, bà nhận bằng Thạc sĩ Vật lý khí quyển từ cùng một trường. Từ năm 1970, bà tham gia các khóa học tại một số học viện về "trường năng lượng con người".  Bà hoàn thành chương trình hai năm về Tư vấn Trị liệu tại Community of the Whole Person ở Washington, D.C., tiếp theo là chương trình ba năm về Năng lượng Bản thể tại Viện Năng lượng Cốt lõi ở Thành phố New York vào năm 1978 và một chương trình kéo dài 5 năm về Trị liệu Tinh thần tại Trung tâm Phoenicia Pathwork ở Phoenicia, New York vào năm 1979. Bà bị ảnh hưởng mạnh bởi Eva và John Pierrakos, những người đã sáng lập ra một hệ thống tự chuyển đổi có tên là Pathwork, dựa trên những ý tưởng của Wilhelm Reich và Alexander Lowen. Brennan hợp tác cùng Pierrakos, và trở thành người trợ giúp Pathwork và nhà trị liệu Năng lượng Bản thể. Brennan cũng tham gia các buổi hội thảo và chịu ảnh hưởng của Rosalyn L. Bruyere - người được coi là Healer của các healers. Bà phát triển phương pháp chữa bệnh riêng vào năm 1977 và sau đó thành lập một chương trình đào tạo để dạy những người khác. Brennan có bằng Tiến sĩ triết học tại Đại học Greenwich ở Úc và DTh về thần học từ Đại học Holos, đều tốt nghiệp vào năm 2001.

## Ý tưởng và lý thuyết
Cuốn sách đầu tiên của bà, Hands of Light: A Guide to Healing Through the Human Energy Field (Bàn tay ánh sáng: Hướng dẫn Chữa bệnh Thông qua Trường Năng lượng Con người), thường được coi là "kinh điển" trong lĩnh vực chữa bệnh bằng tâm linh, với hơn một triệu bản được in bằng 22 thứ tiếng. Brennan tuyên bố mình nhận được thông tin trực quan về khách hàng của mình trong các buổi điều trị và xem các mô hình lặp đi lặp lại trong các trường năng lượng của khách hàng cho thấy nguồn gốc chung ẩn dưới những khó khăn của họ. Sách của Brennan có các hình vẽ về hào quang và trường năng lượng cũng như mô tả về cách các trường năng lượng của con người tương tác với nhau. Bà đã phổ biến mô hình bảy lớp của trường năng lượng, mỗi lớp được cấu trúc bởi các tần số và loại năng lượng khác nhau và thực hiện các chức năng khác nhau. Brennan xem các luân xa như máy biến áp nhận và xử lý năng lượng vũ trụ, cũng như cho phép biểu hiện và hoạt động lành mạnh của ý thức cá nhân và bản chất tâm lý-thể chất. Bà nổi tiếng với cách tiếp cận có phương pháp để chữa bệnh bằng năng lượng.
Brennan đã tạo ra một loại kỹ thuật chữa bệnh bằng năng lượng mà bà gọi là "chữa trị toàn quang phổ" để hoạt động trên bảy lớp của trường năng lượng con người hoặc các hào quang. Brennan  tuyên bố rằng kỹ thuật mà bà gọi là phẫu thuật tâm linh hoạt động ở cấp độ thứ năm của trường năng lượng con người bằng cách sử dụng sức mạnh của một nhà phẫu thuật tâm linh.

### Khái niệm "hara" của Brennan
Trong cuốn sách thứ hai của mình có tựa đề Light Emerging (Ánh sáng Hiện hình), Brennan có bổ sung vào mô hình năng lượng tinh tế của con người, chiều kích mang "tính chủ định" gọi là "hara". giữ cơ thể con người dưới dạng vật chất cho đến khi hoàn thành mục đích sống. Khi hara khỏe mạnh, cá nhân hành động một cách tự nhiên và dễ dàng để hoàn thành mục đích sống của mình. Hara là nền tảng cho trường năng lượng của con người (HEF), hay hào quang. Vì mối quan hệ này, hara chữa bệnh được coi là đặc biệt mạnh mẽ để chữa bệnh trường hào quang và do đó cả cơ thể vật lý.
Bà còn nói về ngôi sao bản thể. Thần tính cá nhân của chúng ta, cùng chung với thần tính vũ trụ.

## Trường Chữa trị Barbara Brennan
Năm 1982, bà đóng cửa cơ sở hành nghề tư nhân của mình ở Thành phố New York và thành lập Trường Chữa trị Barbara Brennan (BBSH), được thiết kế để đào tạo những người chữa bệnh chuyên nghiệp từ khắp nơi trên thế giới. Trường được đặt tại Florida từ năm 2000, và được cấp phép bởi Ủy ban Giáo dục Độc lập của Bang Florida. Năm 2003, Brennan mở thêm Trường Chữa trị Barbara Brennan châu Âu (BBSHE), ban đầu ở Mondsee, Áo sau đó chuyển đến Bad Neuenahr nằm gần Bonn, Đức vào năm 2006 và chuyển trở lại Áo đến thị trấn nhỏ Bad Ischl vào năm 2008. BBSHE đóng cửa vào năm 2015. Năm 2007, một chi nhánh mới được mở tại Tokyo, Nhật Bản, sau này đóng cửa vào năm 2010. Trường Barbara Brennan có 2700 học viên tốt nghiệp trên toàn thế giới, hơn 224 giáo viên và 188 Học viên Hợp nhất Brennan. Barbara Brennan đã nghỉ hưu và không còn giảng dạy tại trường. Chuyên gia Khoa học Chữa trị Brennan tiếp tục giảng dạy công việc của mình ở Florida với kế hoạch mở rộng toàn cầu trong tương lai gần. Trường Chữa trị Barbara Brennan cung cấp cả bằng cử nhân và cao học về Khoa học Chữa trị Brennan và chứng chỉ Khoa học Chữa trị Brennan.

## Ấn phẩm
- Hands of Light: A Guide to Healing through the Human Energy Field, Bantam, 1987. ISBN 978-0-553-34539-1,  limited free access
- Light Emerging: The Journey of Personal Healing, Bantam, 1993. ISBN 0-553-35456-6,  limited free access
- Core light healing: My Personal Journey and Advanced Healing Concepts for Creating the Life You Long to Live ISBN 9789198431421